# FICIA
La Fira Internacional del Calcer i Indústries Afins, més coneguda pel seu acrònim FICIA, va ser, com el seu nom indica, una fira sobre calçat i indústries relacionades amb el mateix. Es va celebrar anualment a la ciutat d'Elda, a la província d'Alacant, Espanya, entre els anys 1960 i 1991. Va ser la primera fira de calçat que es va dur a terme a Espanya.

## Elda, capital del calçat
A Elda hi havia molt d'espart a les muntanyes que envoltaven la seua vall, però el producte de la recol·lecció es venia a altres poblacions entre les quals es trobaven Elx o Villena, a la província d'Alacant, però també a altres més allunyades de la zona de producció. Elda mai va desenvolupar la indústria espardenyera encara que, com en gairebé totes les poblacions de l'entorn, havien persones dedicades a confeccionar espardenyes o altres utensilis d'espart. Al segle xix van començar a sorgir per la població diversos sabaters de cadira, que artesanalment elaboraven les seves sabates, que més tard anirien a vendre a poblacions dels voltants. A final de segle, en el marc de la II Revolució Industrial, membres de la burgesia local decideixen apostar per una industrialització del món del calçat. Emprenedors com Rafael Romero Utrilles, que fundí en 1876 la que pot ser que sigui una de les primeres grans fàbriques de calçat de la província. Amb l'arribada de la llum elèctrica a la ciutat l'any 1900, la mecanització de les fàbriques fa que el desenvolupament del sector augmenti enorment, amb algunes empreses que arriben a contractar un miler de persones. Elda comença així la seva marxa com una de les ciutats pioneres en la fabricació de calçat a Espanya, que anirà creixent durant dècades fins a convertir-se en la ciutat de referència en la producció i exportació de la sabata espanyola.

## Creació de la Fira
Després de la frenada econòmica que van suposar la guerra i postguerra, en la dècada de 1950 el calçat viu una nova època d'auge. Durant aquests anys, els empresaris eldenses acudeixen amb notable èxit a fires i exposicions de calçat, cuir i moda, on reben un gran acolliment en ciutats com París, Chicago, Nova York, Frankfurt, etc. Elda compta amb una gereració emprenedora, en la qual tant la patronal, com la premsa local, i altres personatges influents, comencen a estar d'acord que cal fer alguna cosa a la ciutat per augmentar les vendes i donar a conèixer el producte local, proposant l'empresari Oscar Santos, entre d'altres, la idea d'una fira.
Roque Calpena, regidor de Festes de l'ajuntament presidit per Antonio Porta, pren la iniciativa i és el principal impulsor de realitzar una fira de calçat a la ciutat. En 1959 es decideix dur a terme una experiència pilot, el I Certamen de la Indústria del Calçat d'Elda. Es tratar d'una petita fira limitada al producte local, en la qual es duen a terme exposicions i concursos sobre la qualitat de fabricació. Se celebra el 6 de setembre, coincidint amb l'inici de les Festes Majors de la ciutat, i s'acondiciona per a tal fi l'edifici de les Escoles Nacionals de Pare Manjón.
L'experiència va ser tan positiva que es va sol·licitar al govern el permís per celebrar una fira nacional, permís que va ser concedit en 1960 per la Direcció general d'Expansión Comercial del Ministeri d'Economia. D'aquesta manera, en aquest mateix any se celebra la I Fira Nacional del Calçat i Indústries Afins. Elda pren la iniciativa entre totes les ciutats sabateres del país, i és pionera creant el primer certamen espanyol del sector. El tràfec de visitants que va rebre va ser un èxit rotund. En la següent edició, en 1961, el Ministre de Comerç, Alberto Ullastres, acudeix al certamen eldense per avaluar si el mateix està a l'altura perquè el govern s'impliqui a ajudar i internacionalitzar l'esdeveniment, i acaba donant el vistiplau.
Així doncs, en 1962 es du a terme la tan desitjada I Fira Internacional del Calçat i Indústries Afins, fet del qual el NODE es feia ressò obrint una de les seves edicions relatant l'esdeveniment. Elda es posava així per fi a l'altura de les grans capitals europees del calçat, i obre les portes al mercat i la inversió internacional. En 1963, es va començar la construcció d'un pavelló en els terrenys del fins llavors Estadi Municipal El Parc. Aquest recinte firal estava situat en la cèntrica Avinguda de Chapí, en ple pas de la carretera N-330 cap a Alacant. La fira sortia així del petit recinte de Pare Manjón, i s'inauguren en 1964, per a la seva 5a edició, unes grans instal·lacions de 10.000 m2 adaptades expressament per a tal fi.

## Desenvolupament
El trasllat al palau firal obre una nova etapa. El recinte està compost inicialment per 2 edificis connectats entre si, el pavelló d'exposicions i un edifici d'oficines i serveis. El creixement de la fira és tal durant tota la dècada, que el recinte viu una obra d'ampliació cada any entre 1964 i 1970, passant així dels 3.000 m2 de la primera fira, a prop de 40.000 m2 de superfície. Econòmicament les xifres eren vertiginoses. Entre 1961 i 1970, el nombre de estands es va quintuplicar i el nombre de compradors estrangers va augmentar gairebé un 1.000 %
El teixit social referent al sector es segueix ampliant. En 1965 es crea el CEPEX, Centre Promotor per a Exportacions, que era qualificat pels mateixos fabricadors com a fira ambulant, que es dedicava a buscar clients exportadors a l'exterior. En 1971 neix així mateix l' INESCOP, Institut Español del Calçat i Connexes, que serà un centre pioner adaptat a la recerca d'avanços tecnològics aplicats a la indústria sabatera. Per altra banda, la estava projectat ampliar la torre d'oficines fins a les 9 plantes, i que inclogués un museu i un hotel, encara que no acabà de dur-se a terme.
La Fira com a tal, des de 1968, comença a celebrar 2 edicions anuals, al març i al setembre, coincidint amb les presentacions de les campanyes d'hivern i estiu. A principis dels 70 no obstant, les vendes en la fira sofreixen un dur revés. Els Estats Units, que compren un 70 % del calçat eldense, viu hores baixes amb la crisi del petroli. Així mateix, els preus començaven a pujar i resultar menys competitius. Tots dos motius, sumats al projecte de l'estatunidenca Llei Mills, que pretenia limitar el volum d'importacions de manufactures, van ser una gran garrotada per a les vendes de FICIA. No obstant això, es va aconseguir superar aquell període de crisi i en els 80 el creixement tornà a ressorgir. En 1980 la fira es desdoblega, d'una banda se celebren les fires de calçat, rebatejades com FICC, Fira Internacional de Calçat i Connexes. Per una altra banda, es crea el certamen MODATECC, orientat a novetats tecnològiques sobre la moda, que també celebrarà dos certàmens anuals, a la primavera i a la tardor.
En 1983 i 1984 s'arriben a batre records en volum de participació en la fira, vivint de nou tota la seua esplendor comercial. En 1986, atès que el palau firal d'Elda és l'únic de la província d'Alacant, es crea IFA, la Institució Firal Alacantina. D'aquesta forma es comencen a celebrar a Elda 7 fires anuals: 2 edicions de FICC, 2 edicions de MODATECC, FIRAUTO, FIRALACANT i MACO.

## Crisi i Desaparició
Durant la primera etapa de crisi en els anys 70, moltes veus comencen a anar en contra d'Elda com a ubicació per a la fira. Al·leguen que és una ciutat petita, i sense els serveis necessaris per donar acolliment als milers de visitants que rebia el certamen, tals com a pocs hotels o restaurants, manca d'aparcament. Altres fabricants nacionals parlen de la idoneïtat de traslladar la fira a una gran ciutat, com Madrid o València, o a altres amb més capacitat comercial i properes a l'aeroport, com Alacant i Elx.
En 1980, malgrat el fet que les xifres d'Elda tornen a augmentar i a ser com en els millors anys, altres empresaris engeguen a Madrid la I Oferta Nacional del Calçat Español, que més endavant s'anomenaria Setmana del Calçat de Madrid. En 1987 comença a celebrar-se EXPOCALZADO en el palau firal de IFEMA, a Madrid. Durant aquests anys comença el que va ser anomenat com a guerra de les fires. Les desavinençes en el si de FICE, la federació nacional, eren constants, així com amb empresaris eldenses. Al certamen de la capital, se li afegeixen altres exposicions més, a València i Barcelona, i al mateix temps, altres fabricants de diferents zones es plantejaven dur a terme les seves pròpies fires, com a Elx o les Balears. A més a més, les instal·lacions sofreixen un incendi en 1987 que crema una planta d'un dels pavellons, i està a punt d'estendre's a tot el complex.
A finals de la dècada, les pressions d'Alacant, Elx i el govern valencià perquè Elda cedeixi l'organització d'IFA són constants. En 1990 l'alcalde socialista Roberto García Blanes i el regidor d'indústria J.Pascual Azorín acaben cedint, i Firalacant es desplaça per primera vegada a Alacant, a un escenari provisional. El cap de govern autonòmic, Juan Lerma, deixa entreveure en una visita a Elda que recolza el trasllat de les fires, declarant "Els empresaris han de muntar les seves fires allà on puguin vendre". L'alcalde d'Elda acaba donant el seu suport a la compra per part d'IFA d'un pavelló de l'empresa Mamut en Torrellano, prop de l'aeroport, amb la condició que les fires de calçat es segueixin celebrant a Elda.
Al març de 1991 se celebra la 55 edició de FICC-FICIA, al mateix temps que Firauto es trasllada al nou pavelló il·licità. El govern local intenta convèncer a totes les institucions de construir un nou palau firal en el vessant de Bateig, junt a l'acabada d'estrenar autovia. Al maig se celebrava la 24 edició de MODATECC, sent aquesta la última fira celebrada a Elda. El 21 de setembre de 1991, camions i grues van entrar en el palau firal d'Elda per carregar tot el mobiliari, fent el tancament a la FICIA per sempre. Al novembre del mateix any, MODATECC se celebra ja en Mamut, consumant-se així el trasllat a Torrellano de la IFA i de totes les fires creades a Elda, des d'aquell certamen local creat 32 anys enrere, en 1959, pel ja jubilat Roque Cálpena.

## La Fundació FICIA
El dijous 20 de maig de 1982 es signava un històric acord entre els dirigents de FICE, FICIA i l'Ajuntament d'Elda. Per mitjà d'aquests escrits signats per totes les parts en litigi es recollia de forma clara i sense possibilitat d'interpretacions recollits en els estatuts de la Fundació FICIA que s'anava a crear, "es reconeixia de forma clara i expressa la vinculació dels béns de la Fira al poble d'Elda". Van estampar les signatures: Roberto García Blanes per l'Ajuntament d'Elda; Vicente Valent per FICE; Fernando Obrador pel Comitè Executiu de FICIA. Estant presents el president del comitè organitzador de FICC, Roberto Gil; Ramón Navarro pel comitè organitzador de MOTADETECC; Antonio Miró Cremades, president del consell de promoció exterior de calçat i Luís Torregrosa Mira, Regidor de l'Ajuntament i membre del patronat de FICIA. L'acord al punt 2 deia textualment que en cas que les fires del calçat se celebraren en un altre lloc: ".. Els béns de la fundació seran lliurats a l'Ajuntament d'Elda amb l'obligació per la seva banda de destinar-los preferentment a institucions docents i investigadores, amb particular atenció a aquelles que atenguin a finalitats anàlogues a les de la fundació". Afegint a l'article 3: "Serà preceptiva l'aprovació expressa de l'Excel·lentíssim Ajuntament en els següents casos: a) Venda, alienació i permuta dels béns immobles de la futura fundació. b) Gravamen i hipoteca d'aquests béns immobles així com la subscripció o contractació de préstecs la quantia dels quals existien en vigor en el seu moment, afecten íntegrament al patrimoni actual de FICIA en una quantitat major de 100.000.000 pessetes, xifra que serà actualitzada anualment en funció de l'IPC, amb un percentatge màxim del 10 %. A l'article 4 es deia: L'Excel·lentíssim Ajuntament d'Elda designarà un representant amb veu i vot en el Patronat de la Fundació, i 3 membres més, de la Corporació Municipal amb veu i sense vot". L'Alcalde d'Elda serà president d'honor de la fundació, ostentant la representació de la mateixa en tots els actes oficials als quals assisteixi. En l'article 5."Els articles de l'estatut de la fundació que afecten els drets i obligacions de l'Ajuntament d'Elda envers la Fundació FICIA, no podran ser modificats sense acord d'aquell. En el seu articulat dels estatuts de la fundació es recolliran expressament els nombres dels mateixos afectats per aquest acord. El 22 de juny de 1982 els estatuts de la Fundació FICIA van ser aprovats i elevats a escriptura pública el 18 d'agost. En aquella data, el patrimoni de la Fundació que, en cas de trasllat de les fires passarien al poble d'Elda, ascendia a 314.503.231 pessetes, entre béns mobles i immobles. Els immobles firals ascendirien a gairebé 140 milions de pessetes. Els representants en la fundació FICIA per part municipal van ser, a més de l'alcalde: Luís Torregrosa, amb veu i vot i sense vot: José Miguel Oliver i Juan Mesurada pel PSOE i Agustín Coloma Bernabéu pel PCE.
El 18 d'agost de 1982, es va signar l'escriptura de constitució de la Fundació FICIA, que a més de fer-se càrrec del patrimoni de les Fires Internacionals del Calçat i Indústries Afins (FICIA), tindria com a objectius abastar facetes comercials, culturals, tecnològiques i de formació; entre les actuacions més destacades es troben les convocatòries dels premis de Periodisme i Recerca sobre el sector sabater.
L'11 de juliol de 1991, quan ja estava constatat que les fires abandonaven la ciutat d'Elda, en una reunió urgent celebrada pel Comitè Permanent de la Fundació FICIA, subscrivien un manifest en el qual es retractaven de totes les promeses subscrites amb l'Ajuntament d'Elda, en el tema del seu patrimoni, en ell es deia que "aquesta entitat és la única propietària legítima del patrimoni firal eldense i que la única possibilitat que aquest patrimoni reverteixca a l'Ajuntament d'Elda és per extinció de la Fundació, cosa que només seria possible per acord de les quatre cinquenes parts dels patrons, en el cas que aquests consideraren que no podien complir-se les finalitats de la fundació, fixats en els Estatuts. Quant al fet que deixin de celebrar-se certàmens firals en les instal·lacions eldenses no és causa determinant d'extinció de la mateixa, ja que l'organització de certàmens no és fi pròpia de la fundació, corresponent únicament a la Institució Firal Alacantina IFA. L'edifici firal, propietat, com es diu abans, de la Fundació, "està sent utilitzat per IFA únicament a títol d'inquilí..(segueix dient el manifest)... que tots els projectes que s'engeguen sobre el patrimoni de l'entitat han de considerar-se des d'un punt de vista sectorial, però mai s'ha de convertir en reclamacions o exigències localistes, encara reconeixent que tindran un impacte directe sobre la ciutat d'Elda i els seus empresaris es recolza totalment el projecte firal aprovat en 1989 pel Comitè Executiu d'IFA, en virtut del qual la Fundació FICIA és la que ha de gestionar els projectes d'un Museu Internacional del Calçat, un Certamen d'Estudis Sabaters, un saló d'actes i diverses sales d'ús polivalent, un centre per a exposicions permanents de calçat i altres activitats comercials, oficines de representació i per a associacions empresarials. La Fundació ha d'assumir la gestió d'aquests projectes, en col·laboració amb les entitats públiques que participen en els mateixos, però tenint sempre en compte que han de ser els sectors empresarials i socials els que assumeixen la responsabilitat de la gestió en cada cas".

## Plaza de la FICIA
Durant els 90 el recinte roman tancat i en estat d'abandonament. A la fi de la dècada es du a terme un pla per reconvertir la zona. Es va començar amb el desmantellament d'un dels pavellons en la part dreta, on es va construir el Museu del Calçat «José María Amat Amer», que va ser inaugurat el 4 de febrer de 1999 per la Infanta Elena. Posteriorment, la resta del complex va ser enderrocat íntegrament. En el seu solar es va construir una plaça rectangular pavimentada, en la qual s'aixequen un hotel de 4 estels, una petita parada d'autobusos i un centre polifuncional seu de l'Escola de Relacions Laborals, adscrita a la Universitat d'Alacant, on s'imparteix un Grau. Compta també amb una sala d'estudis i altres sales multiusos. Es va anomenar Plaça de la Ficia, en commemoració de la insigne institució eldense. A la petita plaça ajardinada enfront de la porta del museu, se segueix conservant el monòlit amb el logotip-mascota de la fira en el seu emplaçament original. Aquest petit jardí annex, va rebre el nom del creador de la fira, Roque Cálpena. També en una cantonada d'aquest jardí, el fundador del Museu del Calçat va impulsa, amb la col·laboració de diverses empreses de la ciutat i l'Ajuntament, alçar un monument a la Família Sabatera com a homenatge de gratitud a aquesta unitat familiar que contribueix de forma decisiva a la consolidació de la principal indústria de la ciutat, dit conjunt monumental va ser inaugurat en 2005.
50 Aniversari
L'any 2010, per commemorar el 50 aniversari de la FICIA, es van instal·lar a la plaça una exposició de 50 sabates gegants pintades i decorades per diferents artistes. Algunes d'aquestes sabates van ser exposades en altres ciutats del país, destacant la Gran Via i el Carrer Serrano a Madrid.